# Mihály Zichy
Mihály Zichy (in tedesco: Michael von Zichy; Zala, 15 ottobre 1827 – San Pietroburgo, 28 febbraio 1906) è stato un pittore, disegnatore e nobile ungherese.
Fu un importante rappresentante della pittura del Romanticismo ungherese.

## Biografia

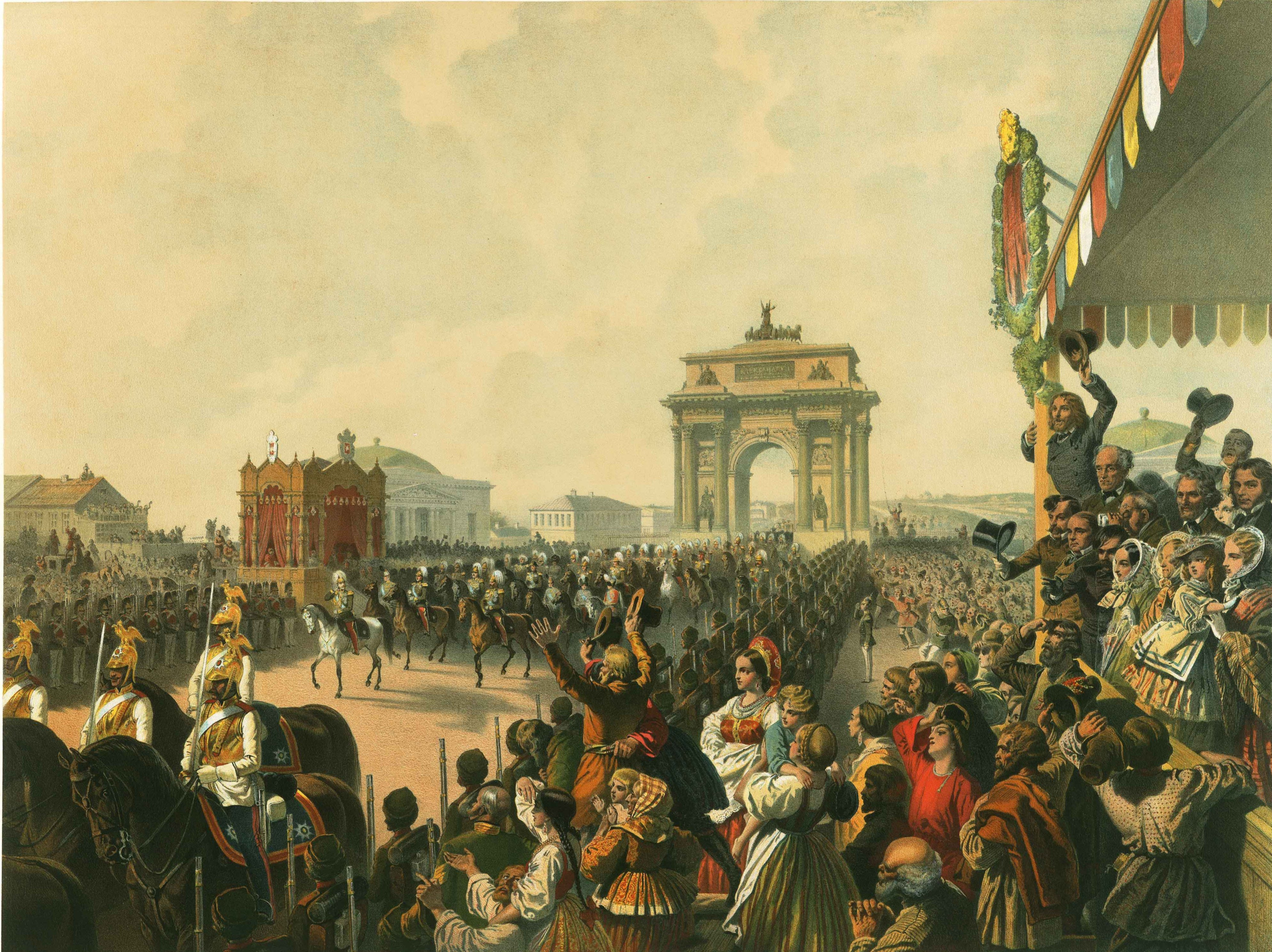
Entrata in processione di Alessandro II, del 1856

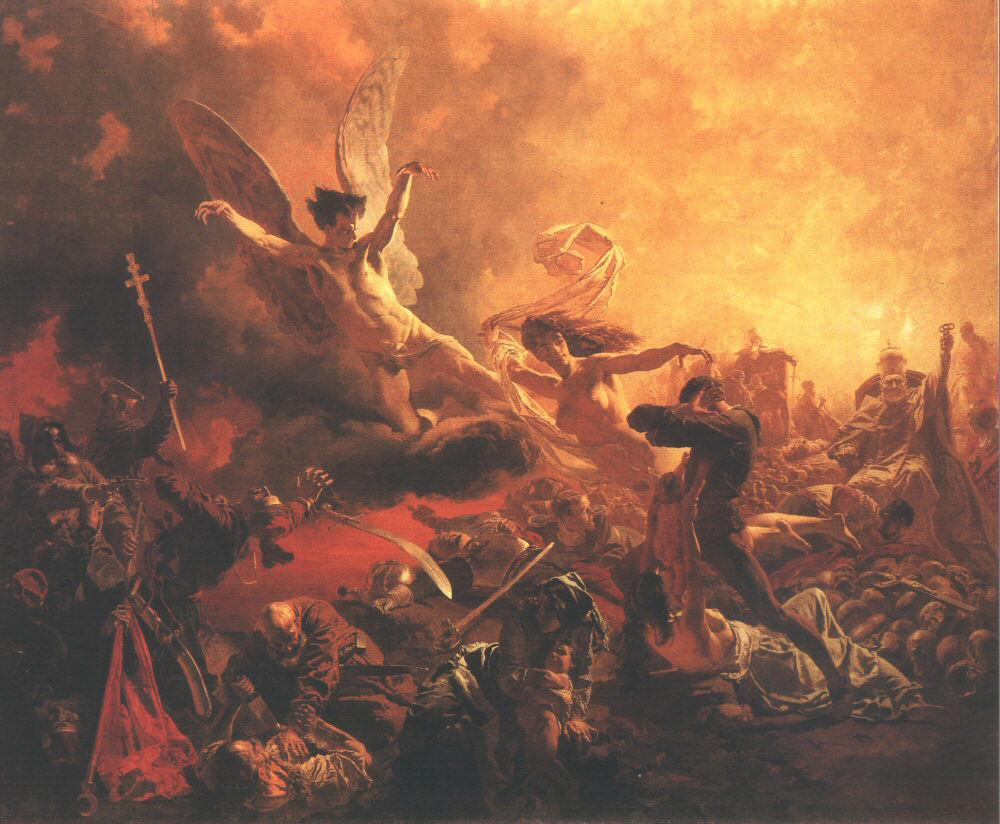
La vittoria del Genio della distruzione, del 1878

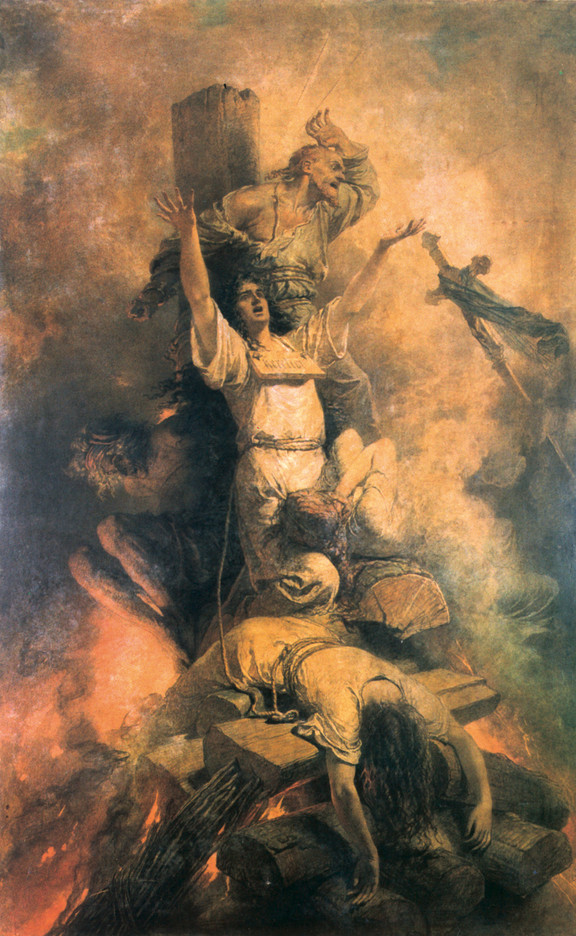
Autodafé, del 1868

Mihály Zichy era un membro della famiglia Zichy, un'importante casata ungherese di conti, risalente al XIII secolo; ma egli proveniva da un ramo povero della famiglia, suo padre era Ferenc Zichy, che fu compagno di classe e un buon amico del politico Ferenc Deák.
Durante i suoi studi di legge a Pest, frequentò, dal 1842, la scuola di Jakab Marastoni. Nel 1844 Zichy si trasferì a Vienna, dove iniziò a studiare all'Accademia di belle arti, divenendo alunno di Ferdinand Georg Waldmüller; in questo periodo Zichy produsse la sua prima opera Scialuppa di salvataggio. Zichy appoggiò le aspirazioni d'indipendenza del Regno d'Ungheria, che si era rivoltato contro la monarchia asburgica nel 1848, difatti giurò fedeltà al governo rivoluzionario, e prima che la rivoluzione fosse soffocata dagli austro-russi, Zichy ritrasse il primo ministro ungherese Lajos Batthyány.
Waldmüller raccomandò Zichy per farlo diventare professore d'arte a San Pietroburgo. Arrivato nell'Impero russo dal 1850 lavorò come ritoccatore, ma continuò a disegnare a matita, a fare acquerelli e ritratti a olio. La serie sulla Caccia a Gatčina commissionato dallo zar Nicola I (1825-1855), fece di lui un artista di corte; difatti ebbe la commissione del figlio dello zar, il granduca Michail Nikolaevič Romanov, per la decorazione di alcuni pareti del Nuovo palazzo Michail, edificato tra il 1857 e il 1862. Zichy fondò una società per pittori in difficoltà. Nel 1868 dipinse Autodafé rappresentante gli orrori dell'Inquisizione spagnola. Nel 1871 Zichy iniziò a viaggiare per l'Europa, per poi stabilirsi a Parigi nel 1874.
Zichy dipinse La regina Elisabetta, che mette dei fiori sulla bara di Ferenc Deák; nel 1875 iniziò la grande tela L'ubriachezza di Enrico III; realizzò La vittoria del Genio della distruzione dipinta per l'Esposizione Universale di Parigi del 1878, fu vietata dalle autorità francesi a causa del chiaro messaggio antimilitarista della tela. Nel 1881 Zichy lasciò Parigi per far ritornò a San Pietroburgo dopo un breve soggiorno a Nizza, Vienna e nel suo villaggio natale, Zala. Da allora Zichy fece molte illustrazioni ("La tragedia dell'uomo" di Imre Madách del 1887 e ventiquattro ballate di János Arany del 1894-1898) alcune delle quali pornografiche. Si spense il 28 febbraio 1906 a San Pietroburgo all'età di settantotto anni.